# Javier Cárdenas
Javier Enrique Cárdenas Escalona (* 2. srpna 1988, Maracay, Venezuela), známější jako TopoMagico nebo Topo Mágico, je venezuelský novinář, reportér, youtuber, blogger, aktivista za práva pro imigranty a člen nevládní organizace Aliance pro Venezuelu.
Od roku 2014 žije v Buenos Aires v Argentině.
Nyní[kdy?] je členem No Me Simpatiza, komediálního podcastu v Radio Capital.
Často pořádá konference na různých univerzitách, jako například University of Palermo, National University of Lomas de Zamora a National University of La Matanza.

## Biografie
Svůj projekt zahájil v roce 2016 a pomáhá celé venezuelské komunitě v Argentině.
V roce 2017 byl jmenován velvyslancem organizace IOM (Mezinárodní organizace pro migraci) pro kampaň OSN proti rasismu a xenofobii.
Jeho účet na Tik Toku má 1 milion sledujících a více než 170 000 000 celkových zhlédnutí.